# 두공

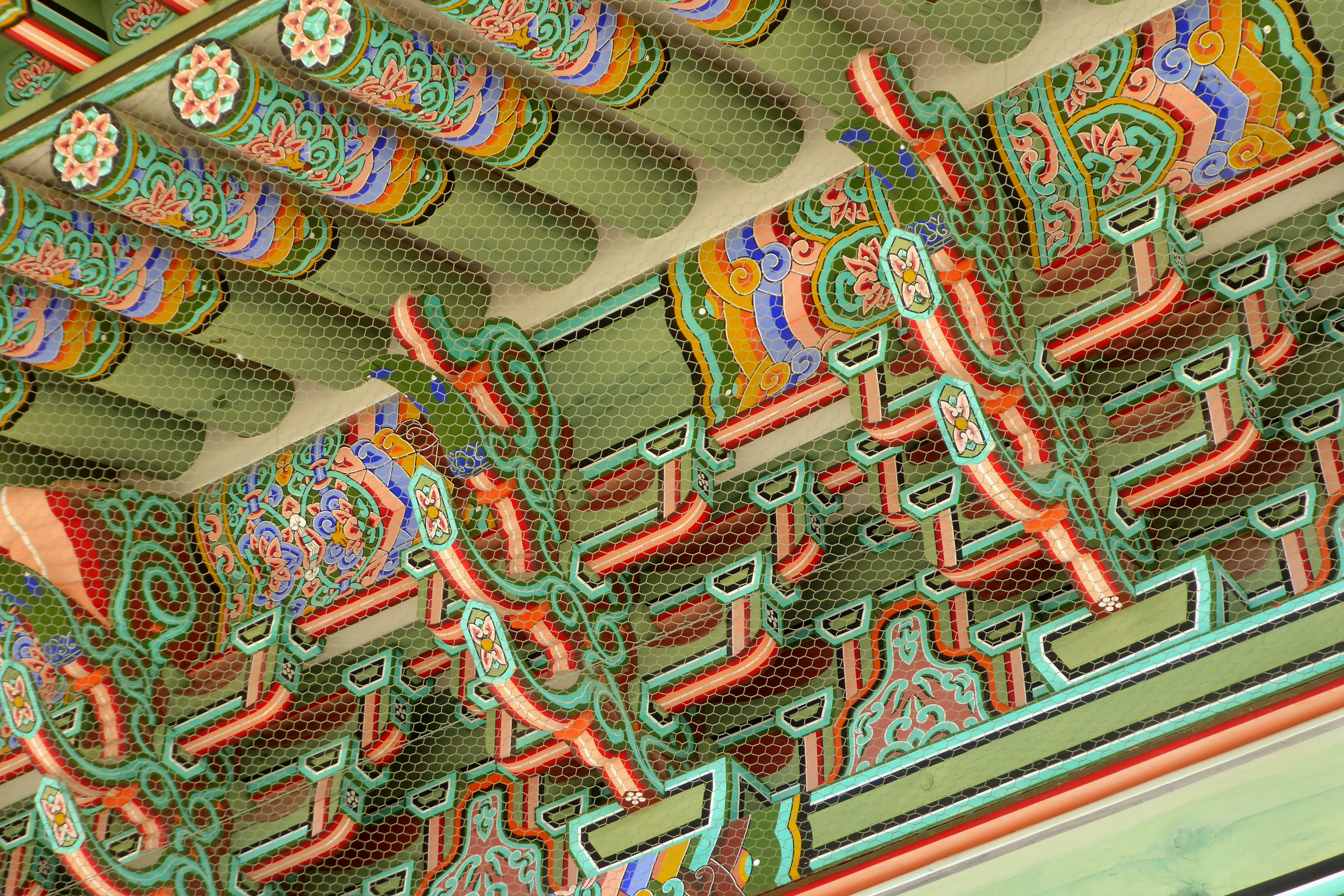
흥례문의 두공

두공(斗拱, 영어: Dougong) 또는 공포(栱包)는 전통적인 목조 건축에서 지붕을 지지하기 위해 기둥에 설치하는 부재의 일군이다.